# Пинчук, Иван Леонтьевич
Иван Леонтьевич Пинчук (23 марта 1933 ― 14 июля 2003) ― советский и российский общественный деятель, участник Великой Отечественной войны, работник Магаданского предприятия, почётный гражданин города Магадана (1995).

## Биография
Родился 23 марта 1933 года в Гомельской области Белорусской ССР. В самом начале Великой Отечественной войны, в возрасте девяти лет остался без попечения родителей. Был переправлен в партизанский отряд, а впоследствии служил в действующих частях регулярной Красной армии. "Сын" 177-го стрелкового полка 2-го Белорусского фронта, участник боевых действий, был посыльным и связным. В боях получил тяжёлое ранение в голову. Лечился в госпитале, а после излечения продолжил боевой путь вплоть до взятия Берлина. Отмечен медалью «За отвагу». Уволен с военной службы в августе 1945 года, получил вторую группу инвалидности.  
После демобилизации, проживал и обучался в школе-интернате в Горках Ленинских. В Магадан направлен по комсомольской путёвке в 1951 году. Ветеран магаданского Автотэка, более 40 лет трудового стажа на этом предприятии. Работал электриком, авторемонтником, медником. Участник освоения северной целины в районе Сплавной и в Тауйской долине в начале 1960-х годов. руководил комсомольско-молодёжной бригадой.
За трудовые успехи отмечен государственными наградами - орденом Октябрьской Революции и орденом «Знак Почёта». 
В 1995 году решением депутатов Магаданской городской Думы за проявленные воинскую и трудовую доблесть в годы Великой Отечественной войны, большой вклад в развитие народного хозяйства, образование и культуры города Магадана и в связи с 50-летием Победы в Великой Отечественной войне удостоен звания "Почётный гражданин города Магадана". 
Проживал в городе Магадане. Умер 14 июля 2003 года.

## Награды и звания
- Орден Октябрьской Революции
- Орден «Знак Почёта»
- Орден Отечественной войны II степени
- Медаль «За отвагу»
- Медаль «За победу над Германией в Великой Отечественной войне 1941—1945 гг.»
- Медаль «В ознаменование 100-летия со дня рождения Владимира Ильича Ленина»
- другими медалями

- Почётный гражданин города Магадана (1995)